# Норберту де Кастру (Луанда)
Клубе Деспортіву Ескола Норберту де Кастру або просто «Норберту де Кастру» (порт. Clube Desportivo Escola Norberto de Castro) — професіональний ангольський футбольний клуб з міста Луанда, столиці Анголи.

## Історія клубу
Зараз команда виступає в Гіра Ангола та грає свої домашні матчі на державному стадіоні «Ештадіу да Сідадела» у Луанді.
Клуб було засновано 18 січня 2001 року та названо на честь Норберту де Кастру, власника однойменного спортивного клубу та молодіжної футбольної академії в одному з муніципалітетів провінції Луанда, Віані.

## Досягнення
- Гіра Анголи Серія A:
  -  Срібний призер (1): 2011
  -  Бронзовий призер (2): 2010, 2013

## Виступи вГіра Ангола
| 2010 Серія A | 2011 Серія A | 2012 Серія A | 2013 Серія A | 2014 Серія C |
|              |              |              |              |              |
|              | 2-ге         |              |              |              |
| 3-тє         |              |              | 3-тє         |              |
|              |              | 4-те         |              |              |
|              |              |              |              | 5-те         |
|              |              |              |              |              |
|              |              |              |              |              |
|              |              |              |              |              |
|              |              |              |              |              |
|              |              |              |              |              |
|              |              |              |              |              |

## Відомі тренери
| Карлуш Азулінью | (2014) | - |  |